# It Never Ends
It Never Ends è un singolo del gruppo musicale britannico Bring Me the Horizon, pubblicato il 4 ottobre 2010 come primo estratto dal terzo album in studio There Is a Hell, Believe Me I've Seen It. There Is a Heaven, Let's Keep It a Secret.

## Video musicale
È stato possibile vedere in anteprima un video musicale della canzone attraverso il canale YouTube della Visible Noise Records il 21 agosto 2010. Il video è stato diretto da Plastic Kid, che ha anche creato l'artwork per il singolo e per l'album.

## Tracce
Testi di Oliver Sykes, musiche dei Bring Me the Horizon.
1. It Never Ends – 4:34

## Formazione
Hanno partecipato alle registrazioni, secondo le note di copertina di There Is a Hell, Believe Me I've Seen It. There Is a Heaven, Let's Keep It a Secret:
Bring Me the Horizon
- Oliver Sykes – voce
- Lee Malia – chitarra
- Matt Kean – basso
- Matt Nicholls – batteria
- Jona Weinhofen – chitarra

Altri musicisti
- Skrillex – programmazione aggiuntiva
- The Fredman Choristers – cori

## Classifiche
| Classifica (2010)         | Posizione massima |
| ------------------------- | ----------------- |
| Regno Unito (independent) | 11                |
| Regno Unito (rock)        | 3                 |